# Birmingham/Liste der Towns, Villages und Areas
Die Liste der Towns, Villages und Areas in Birmingham im Vereinigten Königreich beinhaltet hauptsächlich die Stadtteile von Birmingham und betrifft ebenfalls das Metropolitan Borough (großstädtischer Bezirk).
- Acocks Green
- Alum Rock
- Ashted
- Aston
- Aston Cross
- Austin Village
- Balsall Heath
- Balti Triangle
- Bartley Green
- Beech Lanes
- Billesley
- Birches Green
- Birchfield
- Birmingham City Centre
- Boldmere
- Bordesley
- Bordesley Green
- Bournbrook
- Bournville
- Brandwood End
- Brindleyplace
- Bromford
- Browns Green
- Buckland End
- California
- Camp Hill
- Castle Vale
- Chad Valley
- Chinese Quarter
- Churchfield
- Cofton Common
- Cotteridge
- Deritend
- Digbeth
- Doe Bank
- Driffold
- Druids Heath
- Duddeston
- Eastside
- Edgbaston
- Erdington
- Falcon Lodge
- Five Ways
- Four Oaks
- Fox Hollies
- Frankley
- Garretts Green
- Gib Heath
- Gilbertstone
- Glebe Farm
- Gospel Oak
- Gosta Green
- Gravelly Hill
- Great Barr
- Greet
- Grimstock Hill
- Gun Quarter
- Hall Green
- Hamstead
- Handsworth
- Handsworth Wood
- Harborne
- Harts Green
- Hawkesley
- Hay Mills
- High Heath
- Highgate
- Highter's Heath
- Hill Hook
- Hill Wood
- Hockley
- Hodge Hill
- Jewellery Quarter
- Kents Moat
- Kings Heath
- Kings Norton
- Kingstanding
- Kitts Green
- Ladywood
- Lea Hall
- Lee Bank
- The Leverretts
- Ley Hill
- Lifford
- Little Bromwich
- Lodge Hill
- Longbridge
- Lozells
- Lyndon Green
- Maney
- Maypole
- Minworth
- Mere Green
- Moor Green
- Moseley
- Nechells
- New Frankley
- New Oscott
- Newtown
- New Town Row
- Northfield
- Old Oscott
- Over Green
- Peddimore
- Parkhall
- Pelham
- Perry Barr
- Perry Beeches
- Perry Common
- Pheasey
- Pype Hayes
- Queslett
- Quinton
- Reddicap Heath
- Rednal
- Ridgacre
- Rotton Park
- Roughley
- Rubery (meist in Worcestershire)
- Saltley
- Sarehole
- Selly Oak
- Selly Park
- Shard End
- Sheldon
- Shenley Fields
- Shenley Green
- Short Heath
- Showell Green
- Small Heath
- Smithfield
- Soho
- Southside
- South Yardley
- South Woodgate
- Sparkbrook
- Sparkhill
- Springfield
- Spring Vale
- Stechford
- Stirchley
- Stockfield
- Stockland Green
- Streetly
- Sutton Coldfield
- Ten Acres
- The Parade
- Theatreland
- Thimble End
- Tile Cross
- Tower Hill
- Tudor Hill
- Turves Green
- Tyburn
- Tyseley
- Vauxhall
- Wake Green
- Walker's Heath
- Walmley
- Ward End
- Warstock
- Washwood Heath
- Wells Green
- Weoley Hill
- Weoley Castle
- West Heath
- Westside
- Wiggins Hill
- Whitehouse Common
- Winson Green
- Witton
- Woodcock Hill
- Woodgate
- Wylde Green
- Yardley
- Yardley Wood